# Technische Bildung
Technische Bildung lässt sich in einem weiten Verständnis als den Gesamtzusammenhang der Bildungsprozesse und pädagogischen Konzepte in Auseinandersetzung mit der Technik insgesamt und in einem engen Verständnis als Synonym für eine Fachdidaktik des Technikunterrichts definieren.

## Technische Bildung im weiten Sinne
Im erweiterten Sinne umfasst Technische Bildung den Gesamtzusammenhang der Bildungsprozesse und pädagogischen Konzepte in Auseinandersetzung mit Technik, Technischem Handeln, technisierten Lebenswelten und der technischen Zivilisation.
Die Professionalisierung und Institutionalisierung der Technischen Bildung im Kontext spezifischer (schulischer und außerschulischer) Bildungseinrichtungen ist dabei Ausdruck der grundlegenden Einsicht, dass technisches Handeln einer der zentralen Modi der Menschen für die eigene Lebensbewältigung und die soziale und kulturelle Gestaltung ihrer Lebenslagen ist. Im Kontext einer umfassenden Technisierung der Lebenswelten und der Konstitution hochmoderner Wissensgesellschaften als allgegenwärtige technische Zivilisation stellen sich die Anforderungen an die technische Handlungskompetenz eines souveränen, mündigen und urteilsfähigen Individuums in besonderer Weise dar.
Die technische Handlungskompetenz zielt dabei nicht nur auf die souveräne Nutzung technisierter Alltagskultur oder auf ein technisch-naturwissenschaftliches Grundwissen (technological literacy), sondern umfasst in einer ausdifferenzierten hochtechnisierten Kultur und Gesellschaft ein komplexes Tableau von Bildungszielen und Bildungsorten. Bildungstheoretisches Leitbild ist dabei die Orientierung an der Selbstverantwortung und Selbstgestaltung des Individuums gegenüber seiner biographischen Lebensführung sowie seiner sozialen Verantwortung und seiner chancengerechten Teilhabe an gesellschaftlichem Wohlstand und sozialem Wandel.
Technische Bildung lässt sich in diesem Kontext als übergreifender Zusammenhang von vier zentralen Bildungszielen konzeptualisieren:
1. Lebensbewältigung in der technischen Zivilisation
2. Ausbildung eines technikkulturellen Habitus
3. Der technischen Zivilisation gewachsen bleiben
4. Die technische Zivilisation gestalten und weiterentwickeln.[1]

## Technische Bildung im engen Sinne
In der Bundesrepublik Deutschland wird Technische Bildung, gerade auch im pädagogischen Fachdiskurs, häufig in einer engen Begriffsdefinition verstanden. In diesem Sinne wird der Begriff Technische Bildung im Grunde als Synonym für eine Fachdidaktik des Technikunterrichts (Technikdidaktik) verwendet, wobei sich eine allgemeinbildende Technikdidaktik und eine Technikdidaktik in der beruflichen Bildung unterscheiden lassen.

## Technische Bildung und Erziehungswissenschaft
Die Technische Bildung ist im Kontext der Erziehungswissenschaft wie auch der Bildungstheorie nach wie vor ein eher vernachlässigter Bereich. Fachdisziplinär wird sie in der Regel der Berufspädagogik und damit weitgehend der Pädagogik für berufsbildende Schulen zugerechnet. Darüber hinaus erscheint sie in den Fachdiskursen vor allem als Thema und Problem einer spezifischen Fachdidaktik.

## Technische Bildung in der Schule
In der föderalen Schul- und Unterrichtslandschaft der Bundesrepublik Deutschland gibt es keinen einheitlichen, verbindlichen und systematischen Ort für den Technikunterricht. In den Grundschulen ist er zumeist integraler Bestandteil des Sachunterrichts. In den Hauptschulen ist er in unterschiedlichen Formen (Pflicht-)Bestandteil des Werkunterrichts, der Arbeitslehre oder des AWT-Unterrichts (Arbeit-Wirtschaft-Technik). In den Realschulen findet sich Technikunterricht zunächst als Pflichtfach und später als Wahlpflichtbereich. An den Gymnasien spielt Technikunterricht demgegenüber weitgehend keine oder allenfalls eine Außenseiterrolle.
Ihren systematischsten pädagogischen Ort findet die Technische Bildung als Fachdidaktik des Technikunterrichts insofern vor allem im berufsbildenden Schulsystem an den Berufsschulen, Berufsfachschulen, Fachoberschulen usw., sowie darauf aufbauend im tertiären Bildungssystem der Fachhochschulen und (Technischen) Universitäten mit ihren technikwissenschaftlichen Studiengängen (z. B. Ingenieurstudiengänge).
Während die bildungstheoretische Konzeptualisierung einer allgemeinen Technischen Bildung noch eher am Anfang steht, kann die Technikdidaktik in Deutschland bereits auf eine jahrzehntelange Fachdiskussion zurückblicken. Konzeptionell lassen sich dabei verschiedene programmatische und theoretische Didaktik-Ansätze unterscheiden. Schmayl differenziert etwa den allgemeintechnologischen Ansatz (AtA), den mehrperspektivischen (MpA) sowie den arbeitsorientierten Ansatz (AoA).

## Technische Bildung in der vor- und außerschulischen Pädagogik
Bis in die Gegenwart hinein ist die Technische Bildung in den klassischen Handlungsfeldern der außerschulischen Kinder- und Jugendbildung ein eher vernachlässigter Bereich. Wenngleich traditionell insbesondere in einigen Jugendverbänden (z. B. DLRG-Jugend, Jugendfeuerwehr u. a.) und Verbänden (z. B. Technisches Hilfswerk) die Technische Bildung implizit zum Selbstverständnis der Jugendverbandsarbeit gehört und über den §12 Abs. 3 KJHG (Kinder- und Jugendhilfegesetz) auch gesetzlich in der Offenen Jugendarbeit und der Jugendverbandsarbeit verankert ist, steht ihre pädagogische Konzeptualisierung in der außerschulischen Kinder- und Jugendbildung letztlich noch am Anfang.
Insofern haben sich in den letzten Jahren eher außerhalb dieses klassischen pädagogischen Settings der Kinder- und Jugendbildung neue Formen und Modellprojekte entwickelt, die sich um eine „Technische Bildung für Alle“ bemühen. Träger oder Initiatoren dieser außerschulischen Technischen Bildung sind zum einen öffentliche Institutionen (z. B. Bildungsministerien), aber auch technik- und industrienahe Verbände – z. B. VDI (Verein Deutscher Ingenieure), DGTB (Deutsche Gesellschaft für Technische Bildung), Acatech, Komm-mach-MINT u. a. – Programme und Konzepte firmieren hier bisweilen auch unter dem Begriff der MINT-Bildung (Mathematik, Informatik, Naturwissenschaft, Technik).
Typische Angebotsformen in diesem Segment sind etwa die sog. technischen oder naturwissenschaftlichen Schülerlabore, Technikzentren, Jugendtechnikschulen, Technikmuseen, Technikwerkstätten, MINT-Summerschools u. a. – Als kurzzeitpädagogische Angebote mit Eventcharakter in diesem Feld können etwa solche Initiativen wie der Girls’ Day gelten, der sich unter einer Genderperspektive insbesondere um eine Stärkung der Technischen Bildung bei Mädchen und jungen Frauen bemüht. Im Sinne der Orientierung an einer lebensphasenübergreifenden Technischen Bildung gerät in den letzten Jahren auch der Bereich der frühkindlichen Pädagogik verstärkt in den Fokus. Durch den Ausbau der Ganztagsbildung in Deutschland bieten sich auch im schulischen, aber außerunterrichtlichen Bereich neuartige Gelegenheiten für pädagogische Kooperationen zwischen Schule und außerschulischen, betrieblichen oder universitären Trägern zugunsten einer Technischen Bildung auch außerhalb des Technikunterrichts.